# Maria Boodschapkerk (Zegge)
De Heilige Maria Boodschapkerk is de parochiekerk van Zegge. Ze is gelegen aan de Onze-Lieve-Vrouwestraat 107. Tegenover de kerk ligt de kapel Onze-Lieve-Vrouw van de Zeg.

## Geschiedenis
Reeds in de 15e eeuw bestond in Zegge de Mariakapel. Nadat Zegge in 1833 tot zelfstandige parochie werd verheven, werd de eredienst aanvankelijk in deze kapel uitgeoefend, die daartoe vergroot werd. In 1848 werd een parochiekerk tegenover de kapel gebouwd. Deze kerk werd in 1912 vervangen door de huidige, neogotische, kerk. Architect was Jacques van Groenendael. Bij de kerk werd in 1924 een Heilig Hartbeeld geplaatst.
In 1944 leed de kerk ernstige schade, waarbij de toren werd verwoest en de gewelven instortten. Herstel vond plaats en werd in 1958 afgerond, waarbij de oorspronkelijke situatie gehandhaafd werd op wijzigingen in de toren na.

## Gebouw
Het betreft een driebeukige neogotische bakstenen kruiskerk met dakruiter en westtoren. Het koor heeft twee zijkapellen, gewijd aan respectievelijk Sint-Jozef en Maria. Het kalkstenen neogotische hoogaltaar en de zijaltaren uit de tijd van de bouw zijn belangwekkend. Ook bevat de kerk een aantal, deels gepolychromeerde, heiligenbeelden. Muurschilderingen geven episoden uit de legenden omtrent de Mariakapel en de bijbehorende Mariadevotie weer.